# 효정의황후
효정의황후 하씨(孝靜毅皇后 夏氏, 홍치 5년 3월 9일(1492년 4월 5일) ~ 가정 14년 1월 25일(1535년 2월 26일))는 중국 명나라의 제11대 황제 정덕제의 황후이다.

## 생애
정덕 원년(1506년) 정덕제의 황후로 책봉되었다. 이후 가정제가 즉위한 후인 가정 원년(1521년) 장숙황후(莊肅皇后)의 존호가 올려졌다.
가정 14년 1월(1535년)에 붕어하였다. 능묘는 강릉(康陵)에 합장되었으며, 태묘(太廟)에 부묘되었다. 시호는 처음에 효정장혜안숙의황후(孝靜莊惠安肅毅皇后)로 올렸으나, 후에 황후의 시호가 불완전하다 하여 효정장혜안숙온성순천해성의황후(孝靜莊惠安肅溫誠順天偕聖毅皇后)로 고쳐졌다.
남편 정덕제와의 사이에서 자녀는 없었다. 정덕제는 다른 후비들에게서도 후사를 얻지 못하는 바람에, 황위는 정덕제의 사촌 동생인 가정제가 물려받게 되었다.